# Lem (Satellit)
Lem (auch bekannt als BRITE-PL1 und CanX-3C) ist der erste polnische Satellit und gehört zum BRITE-Projekt (BRIght-star Target Explorer). Die Satelliten des Projekts sollen photometrische Beobachtungen von einigen der hellsten Sterne am Himmel zu machen, um diese Sterne auf Variabilität zu untersuchen. Die Beobachtungen haben eine Präzision, die mindestens zehnmal besser ist als mit bodenbasierten Beobachtungen erreichbar und sie ist in einem CanX-Klasse-Nanosatelliten verpackt. Der Lem-Satellit wurde am 21. November 2013 mit einer russischen Dnepr-Trägerrakete aus dem Jasny-Kosmodrom gestartet.

## Die Unternehmen
Das polnische Konsortium, das das Lem-Projekt unterstützt, wurde im Oktober 2009 von dem Weltraumforschungszentrum und dem Nicolaus-Copernicus Astronomisches-Zentrum der Polnischen Akademie der Wissenschaften gegründet und wurde mit der Forschung, Gestaltung und Konstruktion von wissenschaftlichen Instrumenten im internationalen Forschungsprojekt BRITE-PL gechartert.
Polen wird das Forschungsprogramm mit dem Space Flight Laboratory der Universität von Toronto betreiben, das sich auf die Entwicklung und Herstellung solcher kleinen Satelliten spezialisiert hat. Entsprechend der Vereinbarung mit SFL wird die kanadische Seite die meisten Komponenten und Subsysteme zur Verfügung stellen, die für die Integration des ersten Satelliten, die komplette Dokumentation erforderlich sind, und wird ein Team von polnischen Ingenieuren ausbilden, um die Integration und Prüfung des Satelliten richtig durchzuführen Bevor es gestartet wird. Im Falle des zweiten Satelliten ist die Anzahl der aus Kanada gelieferten Komponenten begrenzt. Darüber hinaus wird ein großer Teil der Subsysteme in SRC PAS entwickelt und in Polen hergestellt.

## Ausstattung
Lem ist ein Technologiesatellit und wird mit Solarzellen und Batterien betrieben. Er wurde vom UTIAS gebaut.